# Октябрський район (Приморський край)
Октябрський район (рос. Октябрьский район) — район Приморського краю. Адміністративний центр — село Покровка. Належить до української етнічної території Зелений Клин. Найбільше українське поселення - село Гальонки, засноване вихідцями з козацького містечка Голінка Прилуцького полку Гетьманщини. 

## Географія
Октябрський район знаходиться на південному заході Приморського краю. Межує на півночі з Погранічним муніципальним районом, на північному сході - з Хорольським муніципальним районом, на сході - з Михайлівським муніципальним районом, на півдні - з Уссурійським міським округом. На заході Октябрський район межує з Китайською Народною Республікою. Загальна протяжність кордонів становить приблизно 214 км, з них 36,3 км — кордон з Китаєм.
Площа району близько — 1 700 км². Основні річки — Раздольна, Селянка, Репйовка та інші.

## Населення
Населення району за переписом 2002 року склало 34 367 чоловік (7-е місце серед районів Примор'я). З них 17 090 чоловіків та 17 277 жінок. На 2009 рік населення оцінюється в 31 301 чоловік. Найбільші населені пункти району (на 2002 рік): село Покровка (10 873 чоловік), смт Ліповци (6 742), с. Гальонки (5 356).

## Адміністративний поділ
До складу району входять 1 міське поселення
- Липовецьке міське поселення

і 3 сільських поселення
- Галенкінське сільське поселення
- Новогеоргієвське сільське поселення
- Покровське сільське поселення

в які входять 1 смт, 2 селища і 19 сіл.